# Museo de Ciencias del Instituto Padre Suárez de Granada
El museo de Ciencias del Instituto Padre Suárez de Granada es una referencia científica y cultural en el sur de España. Sus colecciones fueron adquiridas, en su mayoría, por Rafael García y Álvarez a finales del siglo XIX. En 1995, tras una labor de recuperación y restauración de muchos de sus elementos, vio la luz por primera vez este museo de ciencias sin igual en la ciudad de Granada.

## Origen e historia

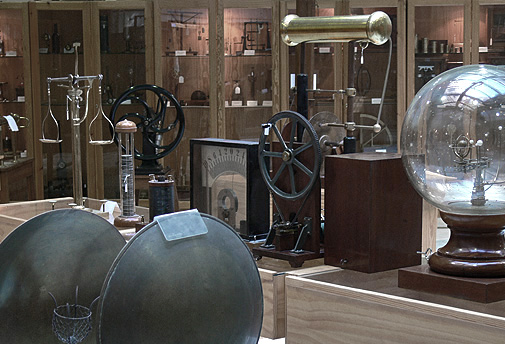
Sala de Física y Química del Museo de Ciencias

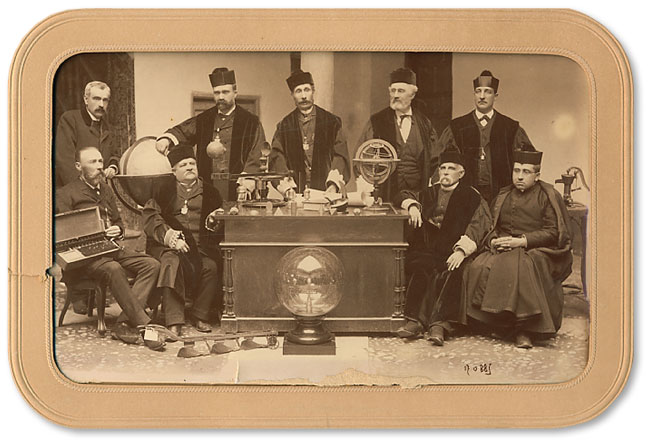
Primer profesorado del Instituto Padre Suárez de Granada. A la derecha, con barba blanca, Rafael García y Álvarez.

El museo de Ciencias se encuentra en la planta sótano de uno de los edificios más emblemáticos de Granada, el Instituto Padre Suárez. Su historia va íntimamente ligada a la historia del instituto y a las personalidades que por sus pasillos han pasado. La labor didáctica, divulgación científica y restauración de sus colecciones es una constante en el día a día del Museo.
El Instituto Padre Suárez se inauguró en 1845. Rafael García y Álvarez, catedrático de Historia Natural, Fisiología e Higiene y uno de los introductores del darwinismo en España, adquirió la mayor parte de las colecciones científicas que hoy se exponen en el museo de Ciencias. Esto quedó reflejado en 1886 en un Catálogo manuscrito precedido de una memoria por el propio Rafael García y Álvarez. A su compañero Luis Morón y Liminiana, apoyado por Rafael García y Álvarez, entonces director del Instituto, se le deben la mayor parte de los aparatos de física y química. En el primer tercio del siglo XX, José Taboada Tundidor aporta las colecciones de esteroscopía de Anatomía Humana y así como microtomos, microscopios, brújulas etc. Las colecciones del actual Museo se conservaban en lo que entonces fue un Gabinete científico.
A finales del 1987 y hasta mediados del 1988 se lleva una labor de restauración de la que es considerada una de las mejores colecciones de aves de España y del resto de ejemplares, que promueve D. Manuel Cobo junto al claustro de Ciencias Naturales. Dicha restauración es llevada a cabo por D. J. Carlos Garrido, que fue antiguo alumno y que es Taxidermista profesional en ese momento. Para ello se habilitaron dos dependencias en la planta del sótano donde los alumnos podían visitar y observar como se procedía a realizar dicha actividad.
A mediados de la década de los 1990, D. Luis Castellón Serrano, catedrático del Instituto y director del Museo, consiguió que se destinase el ala oeste de la planta sótano para la instalación del museo de Ciencias. Gracias a la colaboración desinteresada de tres alumnos del centro, se llevó a cabo una labor de rescate, restauración y acondicionamiento del fondo científico del Instituto. En 1995, con ocasión del 150.º Aniversario de la creación del Instituto,  el Museo abrió las puertas al público por primera vez.
En 2007, el Museo de Ciencias aglutinó a buen número de Institutos históricos de España en las «I Jornadas de Patrimonio Histórico de los Institutos españoles», jornadas que se han venido desarrollando anualmente en distintos centros y que conformaron la «Asociación Nacional para la Defensa del Patrimonio de los Institutos Históricos», de la que el director de este Museo es el presidente. En 2011 la Asociación fue galardonada con la «Corbata de la Orden Civil de Alfonso X el Sabio» por el Consejo de Ministros.

## Colecciones
Las colecciones que el Museo exhibe se reparten a lo largo de cuatro salas y un pasillo. Un total de 5.690 elementos científicos y 600 aparatos de física y química.

| Sala 1                                                                               | Sala 2                                                               | Sala 3                                                                        | Sala 4           | Pasillo                            |
| Semilleros Paleozoico Mesozoico Cenozoico Tierras de agricultura Maquetas de fósiles | Aves Condroíctios Miscelánea Mamímeros Moluscos Poríferos y Corales. | Arqueología científica Maquetas del Dr.Auzoux Cajas del Dr.Kagerah Miscelánea | Física & Química | Frascos Minerales Rocas Miscelánea |

## Premios y reconocimientos
- 1996: Primer Premio del Congreso del Certamen Nacional de Jóvenes Investigadores al grupo de alumnos que colaboraron en el inicio de recuperación de los elementos del Museo. Ministerio de Educación.
- 2009: Reconocimiento por la colaboración en el programa "Genética de la conservación del lince ibérico" con la Estación Biológica de Doñana-CSIC, Ministerio de Ciencia e innovación.
- 2010: Reconocimiento de la Real Academia de Medicina de Andalucía Oriental por la "Organización de la exposición y actos del II Centenario de Darwin, 16 al 27 de noviembre de 2009.
- 2010: Premio "Barreta" de la asociación "Granada Siempre".